# Jagdschloss Hirschwald

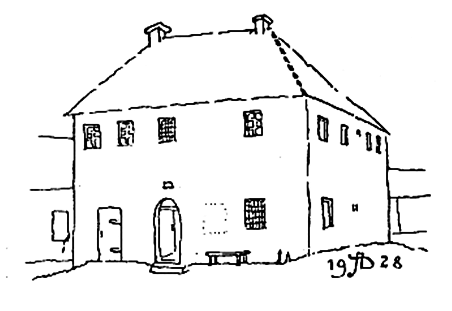
Jagdschloss Hirschwald von 1928 nach einer Federzeichnung von Anton Dollacker

Das abgegangene Jagdschloss Hirschwald befand sich in dem gleichnamigen Gemeindeteil Hirschwald der Oberpfälzer Gemeinde Ensdorf. Das Schlossgebäude wurde 1972 abgetragen, erhalten blieb das nach Ensdorf führende spätgotische Torhaus (Hirschwald 4); dieses ist ein denkmalgeschütztes Baudenkmal. „Archäologische Befunde des abgegangenen frühneuzeitlichen Schlosses in Hirschwald, zuvor mittelalterlicher Adelssitz mit der im Kern romanischen Kapelle St. Johannes Baptist“ werden auch als Bodendenkmal unter der Aktennummer D-3-6637-0088 geführt.

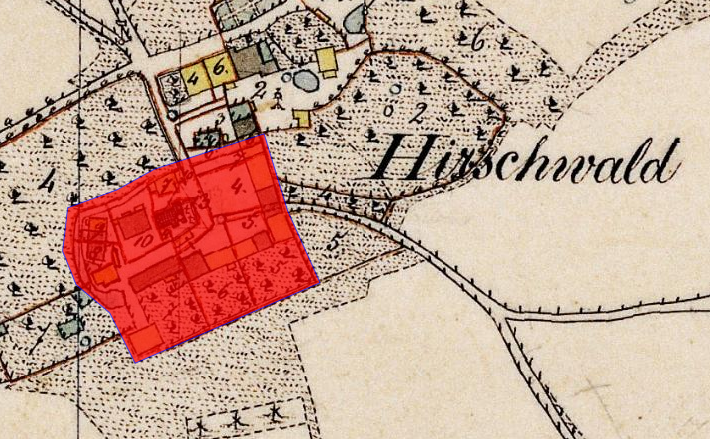
Lageplan von Jagdschloss Hirschwald auf dem Urkataster von Bayern

## Geschichte
An dem Platz des heutigen Hirschwald befand sich früher der Ort Gumpenhof. Erstmals erscheint 1112 ein Marchwart von Gumpenhof. Dieser Platz wird auch 1143 und 1149 erwähnt, damals treten ein Gebehardus und ein Walricus de Gumpenhofen als Zeugen des Klosters Ensdorf bei einer Beurkundung auf. Gumpenhof war also ein Edelsitz, der vermutlich nur aus einem Bauernhof bestand. 1359 wird die Öde Willmannshof datz ( = bei) Gumpenhof und 1407 ein Gut zu Gumpenhof erwähnt. Gegen Ende des 15. Jahrhunderts scheint der dortige Ortsadel seinen Sitz aufgegeben zu haben, denn 1493 wird ein Hans Gumpenhofer als Bürger von Amberg erwähnt. Die Siedlung entwickelte sich zu einem Ort mit 12 Anwesen, wobei die meisten nach dem Kloster Ensdorf zinspflichtig waren.
1454 überließ das Kloster Ensdorf dem Kurfürsten Friedrich I. den Nutzgenuss von einem Gut die Satzung (= vermutlich Pfand) zum Gumpenhofe; vermutlich hat sich der Landesherr bereits damals wegen der Jagd hier aufgehalten. 1513 wird Pfalzgraf Friedrich II. Administrator der oberen Pfalz mit Regierungssitz in Amberg. Im 16. Jahrhundert wurde das Kloster Ensdorf im Zuge der Einführung der Reformation in der Oberpfalz aufgehoben und Gumpenhof kam wie die anderen Besitztümer des Klosters an die Kurpfalz.
Unter der Statthalterschaft von Pfalzgraf Friedrich, dem späteren Kurfürsten Friedrich II., wurde Gumpenhof 1513 in das kurfürstliche Jagdschloss Hischwald mit etlichen Nebengebäuden umgewandelt. Dieses bestand aus einem von einer Ringmauer umgebenen zweigeschossigem Haus. Dazu wurden alle bestehenden Gebäude auf gütlichem Wege erworben und abgerissen, nur die Kirche blieb erhalten. Der Neubau musste vor 1538 erledigt gewesen sein, denn in diesem Jahr kam Pfalzgraf Friedrich mit großem Gefolge und 128 Pferden auf mehrere Tage zur Hirschjagd nach Hirschwald; damals gab es auch schon einen Vogt zum Hirschwald. 1543 also ein Jahr bevor er Kurfürst wurde zog er sich sogar auf längere Zeit nach Hirschwald zurück, um dort friedlich und billig zu leben. Von dem Jagdhaus wird 1569 berichtet: ist zuvor ein Dorf, auch dann ein Pfarrkirchen (!), dann 3 Höf und 7 Güter gewest und hat zum Gumppenhoff geheißen.

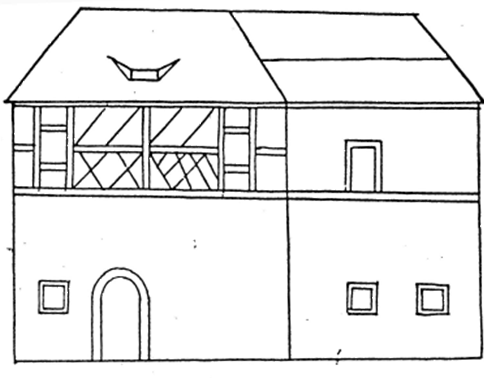
Jagdschloss Hirschwald von 1737 (Vorder- und Seitansicht) nach einer Federzeichnung von Anton Dollacker (1928)

Am 5. Juli 1578 wurde „zum Hirschwald“ ein amtliches Inventarium aufgenommen,
darnach befanden sich:
a) im Schlößl selbst die Hofstube mit 2 Tischen und 2 Bänken, eine Silberkammer und daneben des Hausschneiders Gewölb, des gnädigsten Herrn gemach, dessen Kammer daran mit 1 Himmelbettstatt (das Fenster ging in die Stube), die Tafelstube, darin man isst, mit 2 Tischen und 4 Lehnbänken, eine Kammer daran mit Büchsenbehälter, eine Kammer daneben, die Küche, des jungen Fräulein Gemach mit 2 Tischen und 1 Bettstatt; der Jungfrau Stube mit 1 Tisch und 1 Bett, ein Kämmerlein daneben mit 1 Bett, die Schneiderei und eine Kammer gegenüber.
b) im oberen Gemach auf der Kirche eine Stube mit 1 Tisch und 1 Bank, eine Kammer daran mit 1 Bett, die Kanzlei mit 1 Tisch und 1 Bank, zwei andere Kammern mit je 1 Bett.
Da sich das Schlossgebäude bald als viel zu klein für die Zweck des Pfalzgrafen erwies, wurden schon frühzeitig im Dachboden der benachbarten Kirche durch Einziehen von Riegelwänden weitere Wohnräume hergestellt, zu denen man vom Dachboden des Schlosses vermittels eines gedeckten Ganges hinübergehen und trockenen Fußes in die Kirche hinab gelangen konnte. Obwohl die Wohnverhältnisse beengt waren, kam hier am 6. Januar 1573 die Tochter Christine, spätere Pfalzgräfin von der Pfalz (1573–1619), des Kurfürsten Ludwig VI. und seiner Gemahlin Elisabetha von Hessen zur Welt. Kurfürst Ludwig VI. kam noch das eine oder andere Mal nach Hirschwald, aber seit Beginn des Dreißigjährigen Krieges wurde es nicht mehr von der Fürstenfamilie genutzt.

## Die Jagd im Hirschwald
Im Hirschwald kam das dort gehegte Rot- und Schwarzwild zum Abschuss. Deswegen mussten die dortigen Bauern ausgedehntes Waidwerkscharwerk leisten (Transport der Jagdgeräte, Treiberdienste, Abtransport des erlegten Wildes). Im Laufe des Dreißigjährigen Krieges hatte sich hier auch Raubwild ausgebreitet, das für den zu hegenden Wildbestand und auch die Bevölkerung zu einer Bedrohung wurde.
Die erste große Wolfsjagd fand im Jahre 1650 im Hirschwald statt. Dazu mussten die einzelnen churfürstlichen Pflegämter die erforderlichen Jagdhelfer aus der Bevölkerung aufbieten; das Hofkastenamt Amberg musste 60 und Kloster Ensdorf 30 Mann stellen, insgesamt waren es aber 400 Mann aus mehreren Pflegeämtern. Bereits im vorhergehenden Herbst wurden Luderplätze und Richtwege angelegt, auf denen zum Anlocken der Wölfe Tierkadaver ausgelegt wurden. Die achttägige Jagd wurde bei Neuschnee durchgeführt, um die Fährten der Wölfe besser lesen zu können. Die Netze für die Wolfsjagd hatte der Wirt Hans Rubenbauer von Gärmersdorf aufzustellen, wofür er ein Tagegeld von zwei Gulden bekam. Die Wölfe wurden in einen Kessel getrieben, dort aber nicht niedergeschossen, sondern mit der Stichwaffe getötet.
Bei der bäuerlichen Bevölkerung war der hohe Wildbestand im Hirschwald ein dauerndes Ärgernis, da dadurch Saat und Ernte gefährdet waren. Am 11. Juli 1797 kam es zu einer Beschwerde an den geheimen Rat zu München von 27 Gemeinden wegen des Wildschadens. Als eine ungebührliche Last wurde auch empfunden, dass vom 15. Mai bis zum 24. Juni eine Waldsperre verhängt wurde und die Bauern weder Holz noch Rechstroh fahren konnten. Dies wurde ihnen durch ein Attest des Ensdorfer Klosterrichter Johann Mathias Gartner vom 7. Juni 1797 bestätigt, der zudem auf die Belastung durch die französischen Truppen und eine grassierende Viehseuche hinweist. Auch der Freiherr von Aretin, Regierungsrat und in Lehenssachen abgeordneter Kommissarius bei der Amberger Regierung, befürwortete die Eingabe und schloss sein Schreiben mit der Bedmerkung:  „Diese Leute sind durch die französischen Invasionen und Viehfälle ohnehin äußerst damnificirt; kommt nun die Vereitlung ihrer jährlichen Lebsucht auch noch dazu, so ist sich leicht vorzustellen, was am Ende erfolgen müsse.“

## Baulichkeiten von Hirschwald
Das „Hirschwalder Jagdhaus“, auch das Schlössl genannt, war ein im ländlichen Stil gehaltener Steinbau mit einem durchgehend gewölbten Erdgeschoss und einem zuerst in Fachwerk ausgeführten Obergeschoss, aber ohne Kellergeschoss. Allerdings existierte ein großes nutzbares Gewölbe unter der Kirche, das ursprünglich das Beinhaus für den Friedhof gewesen ist und in dem die ausgegrabenen Totengebeine aufbewahrt wurden. Das Jagdhaus war mit einer Ringmauer und einem vorgelegten Graben umgeben. Vor dem Bering entstanden zwei Meierhöfe und mehrere Nebengebäude. 1569 amtierte ein eigener Förster Mathes Wetzstein, (1605 wird eine Forstmeisterwitwe namens Gruber genannt) mit Dienstwohnung in Hirschwald. Er hatte das große Wildgehege Hirschwald zu beaufsichtigen, von dem der Pfleger von Rieden noch 1786 als der Hauptwildfuhr der oberen Pfalz sprach.
Durch den Bering und auch die innerhalb gelegenen Gebäude war das Schloss nach außen geschützt. Man brauchte aber zwei Tore für die durchgehende Landstraße, um eine nach außen hin abschließbare Ortschaft zu erhalten. In Gumpenhof kreuzten sich die von Ensdorf kommende und über Garsdorf, Ursensollen und Poppberg weiter gehende Landstraße und die Eisenstraße von Amberg nach Schmidmühlen.
Für den Eingang von Amberg her als auch für den Ausgang gegen Ensdorf wurde je ein steinernes Tor errichtet und zwischen ersterem und vom Nordosteck des alten Schlossberings beim Backofen (abgegangen) eine Hofmauer. Das Ensdorfer oder untere Tor steht mit dem auf und neben ihm erbauten Haus Nr. 4 jetzt noch (sog. Torhaus), das Amberger oder obere Tor ist bis auf seine kaum mehr sichtbaren Grundmauern verschwunden.
Bis 1628 wurde das Jagdschloss noch für hohe Besuche vorgehalten, wurde aber während des Dreißigjährigen Krieges zunehmend baufällig. Nach der Spezifikation der kurfürstlichen Häuser vom 6. November 1628 ist das Jagdhaus Hirschwald so „accomodirt gewesen, daß sich nur zur Not eine kurfürstliche Person doch mit geringem Comitat hat behelfen können“, aber auch „ist bei den Kriegszeiten und da die fürstlichen Gemächer leer stehen etwas in Abgang kommen und baufällig worden“.
In der Folge wurde es nur mehr von Familien von Taglöhnern bewohnt. Zuerst wurden 1673 von der Amberger Regierung die beiden Bestandshöfe mit allen Zugehörungen und Nebengebäuden an Forstmeister Hans Adam Donhauser verkauft, auch das Anwesen Hausnummer 4, das jetzige Torhaus, gehörte dazu. „Schlößl“, Kirche, Forsthaus, Zehentstadel und zwei Schlossgärten blieben noch in Staatsbesitz. Sein Nachfolger Carl Huber übernimmt 1733 den Besitz und erwirbt um billiges Geld 1737 das Schlösschen samt Schöngarten und Kittengarten, nebst dazugehörigem Keller unter der Kirche und baute es wieder auf. Nach seiner Angabe war das Schlossgebäude ohne Dach und eigentlich nur mehr ein Schutthaufen. Von ihm stammt der außen über der vorderen Eingangstür in die Mauer eingelassene Stein mit der Inschrift C. H. F. 1737. Bei dem Umbau wurde das Obergeschoss des Schlossgebäudes nun fest in Stein aufgeführt. Bei diesem Umbau verschwand der Gang zum Kirchenboden hinüber, denn das Schlössl diente auch nach dem Umbau nur Taglöhnern als Wohnung und ist eine „Stätte der Armut“ geworden (auch im Grundsteuerkataster als wird es als „Tagelöhnerhaus“ geführt).
Im Staatsbesitz verblieben von der Siedlung Hirschwald nur mehr die Kirche und das Forsthaus. 1803 wurde im Zuge der bayerischen Forstorganisation das Forstmeisteramt Hirschwald aufgehoben und 1807 wurde Forstmeister Franz Josef von Huber, der geadelte Enkel seines Amtsvorgängers Karl Huber, nach Vilseck versetzt; als Nachfolger blieb ein Revierförster übrig. Wegen seines Wegzuges zertrümmerte Franz Josef von Huber 1816 das Gut, wobei er zusammen einen Kaufschilling von etwas über 12000 fl erzielte. Das Schlößl wurde von vier verschiedenen Eigentümern räumlich in vier Teile abgeteilt und ein Teil des Erdgeschosses ist zu einem Kuhstall mit Türe von außen her umgewandelt worden.
Das baufällige Schlossgebäude wurde im Jahre 1972 abgerissen.

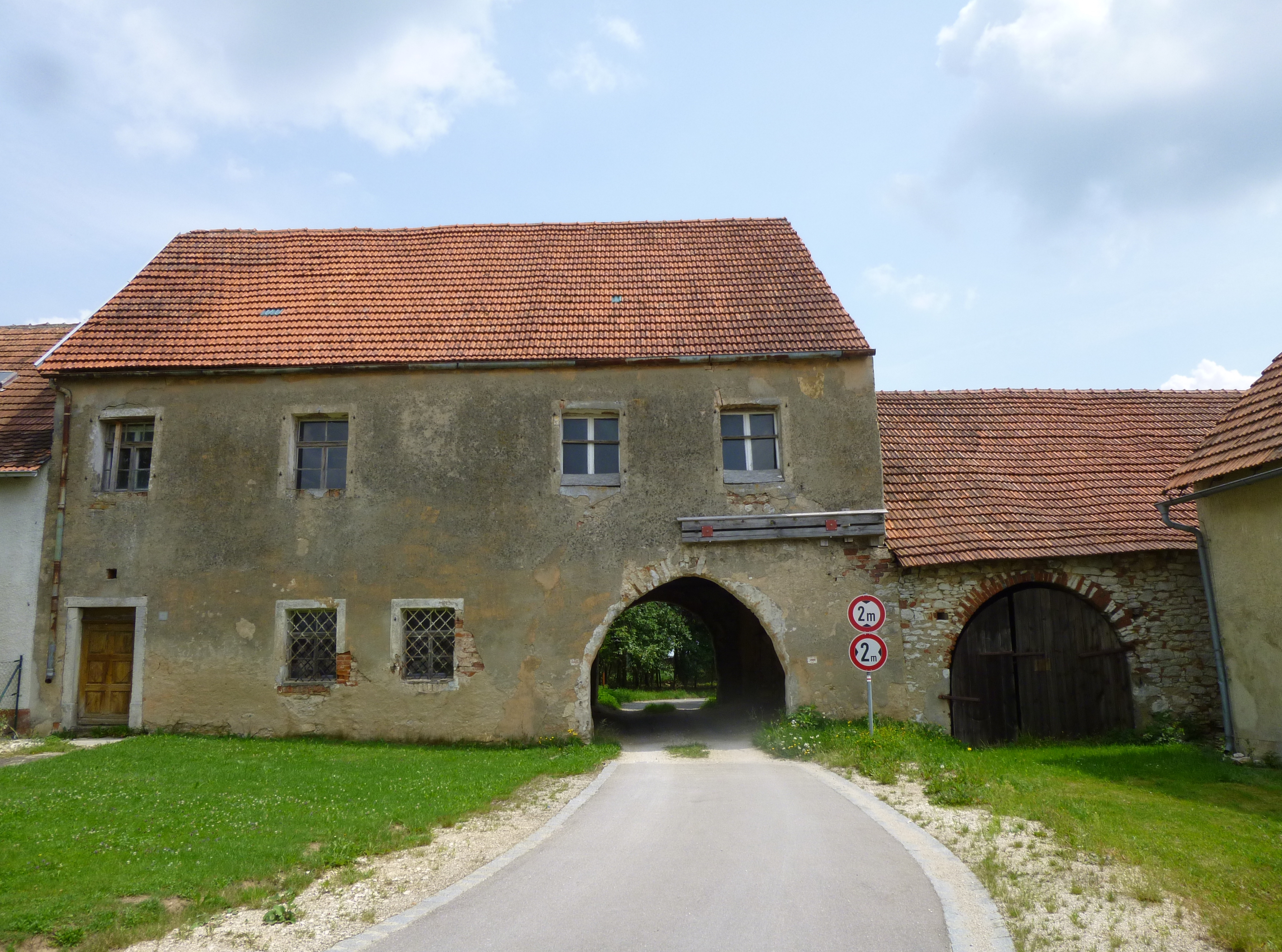
Torhaus des ehemaligen Jagdschlosses Hirschwald (2014)

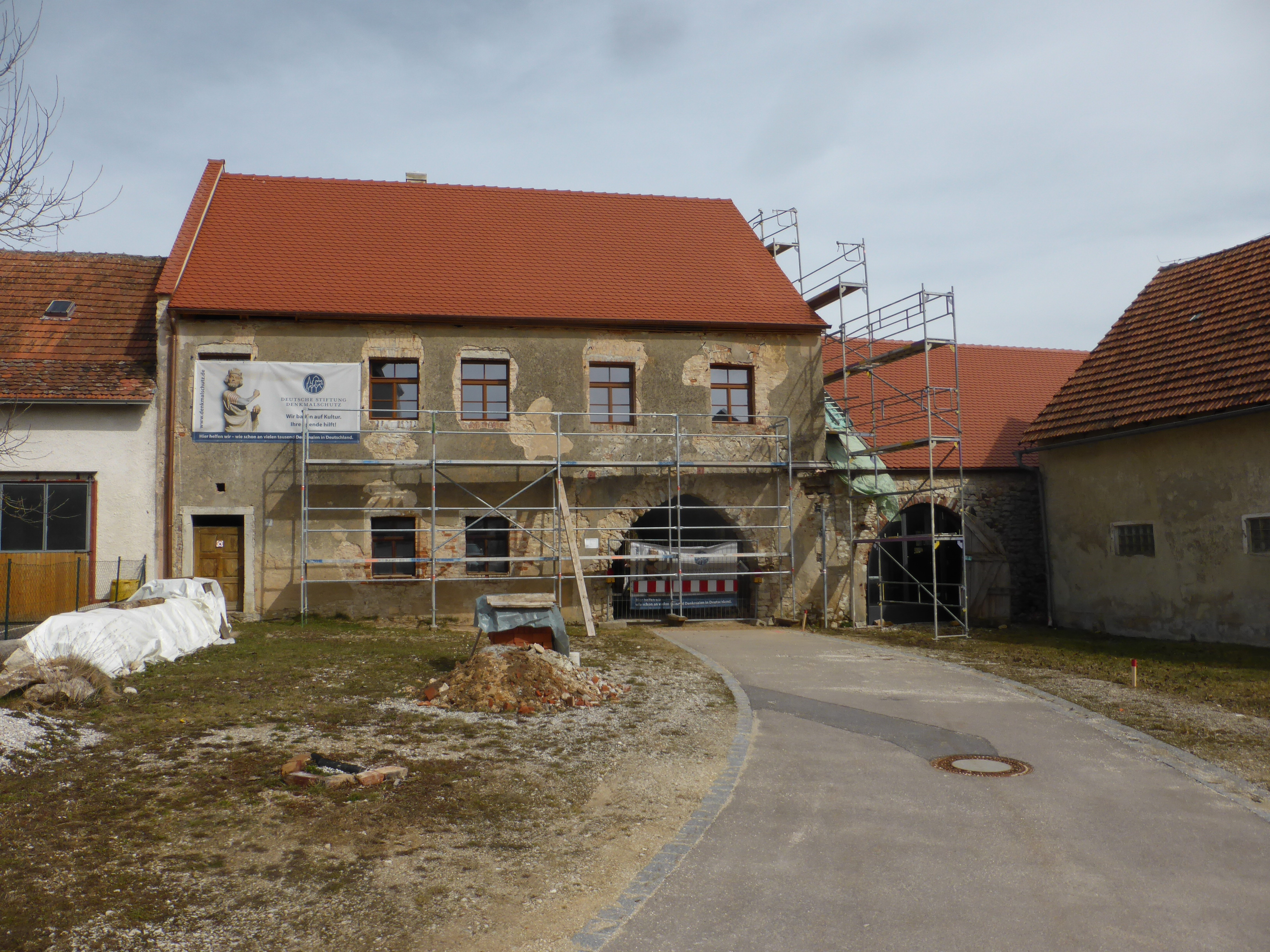
Torhaus des ehemaligen Jagdschlosses Hirschwald (2018)

## Torhaus des Jagdschlosses Hirschwald
Das Torhaus ist ein zweigeschossiger Bruchsteinbau mit Satteldach, Steingewänden und einer rundbogiger Tordurchfahrt. Durch die Tordurchfahrt führt noch eine kleine Straße. Das Torhaus wurde Mitte des 16. Jahrhunderts als Teil der Schlossmauer errichtet. Es ist das letzte bauliche Zeugnis der nach 1513 errichteten Hofanlage für die Wittelsbacher in der Oberen Pfalz. Zu Kurpfälzer Zeiten war im Torhaus eine Schmiede untergebracht, die heutige Scheune war die dazugehörige Stallung. Nach 1795 wohnte eine Bauernfamilie darin.
Nach einem Brand 1916 wurden das Innere und das Dachwerk des Gebäudes umgebaut. Der Hausflur mit Bodenfliesen wird von einem Tonnengewölbe gedeckt.
Die Instandsetzung des Torhauses wird von der Deutschen Stiftung Denkmalschutz (DSD) mit 30.000 € gefördert. Die seit 2013 neuen Eigentümer Birgit Rieger und Willi Schmid planen im Erdgeschoss des Torhauses eine Gastronomie, eine sogenannte Hutzastub‘n, für die Besuchern des Naturparks Hirschwald und Übernachtungsmöglichkeiten im Obergeschoss des Torhauses. Der daneben liegende Steinstadel ist ebenfalls Teil des historischen Ensembles und soll für kulturelle Zwecke genutzt werden. Die Realisierung dieser Pläne steht allerdings (2018) noch aus.

## Varia
In Hirschwald wurde von Josef Rödl das Filmdrama Grenzenlos (1982) gedreht. Auch das Lied Der Jäger aus Kurpfalz wird mit Hirschwald bzw. dem Kurfürsten Karl Theodor in Verbindung gebracht.